# بوينغ 720
بوينغ 720 كانت طائرة نفاثة ذات بدن ضيق قصيرة إلى متوسطة المدى، طورت من بوينغ 707 من قبل شركة بوينغ في أواخر الخمسينيات، وتتميز بجسم أقصر ومدى أقل من البوينغ 707، وطارت لأول مرة في نوفمبر من عام 1959 ودخلت للخدمة من بوابة يونايتد أيرلاينز في يوليو 1960.
قامت بوينغ بإنتاج نموذجين للطائرة، إذ تم تزويد البوينغ 720 الأصلية بمحركات من نوع برات آند ويتني جيه تي 3 سي ودخلت للخدمة في عام 1960، بينما تم تزويد البوينغ 720 بي المعدلة بمحركات من نوع برات آند ويتني جيه تي 3 دي التي دخلت للخدمة في عام 1961، لاحقا تم تحويل بعض أنواع البوينغ 720 إلى نفس مواصفات البوينغ 720 بي.